# Avellanate
El avellanate es una receta culinaria hoy prácticamente desaparecida, que consiste en una pasta o salsa a base de avellanas en la que se guisan carnes de todo tipo, principalmente manitas de cerdo. El avellanate tiene un origen medieval, y queda ya registrado en 1520 en el Llibre de Coch de Mestre Robert (traducido al castellano en 1525 como Libro de Cozina de Ruperto de Nola).

## Etimología
Proviene del idioma catalán avellanat. En el español del Renacimiento abundaron las recetas con el sufijo -ate, según Covarrubias, como forma de traducir el sufijo catalán -at (lat. -atu). Por ejemplo, codonyat y pinyonat se castellanizaron como codoñate y piñonate respectivamente. En el libro de Ruperto de Nola aparecen también el ‘almendrate’, el ‘calabazate’, el ‘higate’, el ‘salviate’, el ‘ordiate’, el ‘bruscate’, el ‘membrillate’, el ‘romerate’, el ‘avenate’ y el ‘persicate’. Todos indican el ingrediente principal de una salsa espesa. Señala el lexicógrafo Juan Miguel Lope Blanch que, mientras que en el español peninsular este sufijo culinario cayó en desuso, en el español de México fue llevado al extremo hasta el punto de considerarse una palabra autónoma: el ate de frutas no es más que una pasta dulce de frutas, como el ‘guayabate’ o el ‘duraznate’, pastas dulces de guayaba y durazno respectivamente.

## Elaboración
Según la receta del Mestre Robert, las avellanas son tostadas, mondadas y majadas en el mortero poco a poco para que no se hagan aceite. La pasta resultante se mezcla con caldo de gallina, se cuela en una estameña y se cuece con azúcar.
El avellanate de Miguel Ángel Almodóvar consiste en un majado de avellanas con perejil y vino blanco que agrega al caldo de la cocción de las manitas de cerdo y lo sirve todo espolvoreado con azúcar y canela.
Virginia Camacho Aliaga, investigadora de la cocina sefardí, propone un avellanate de avellanas, pimentón, pimienta, cayena, jengibre, cebolla, zanahoria, ajos y vino blanco.